# Perlez
Perlez (cyr. Перлез) – wieś w Serbii, w Wojwodinie, w okręgu środkowobanackim, w mieście Zrenjanin. W 2011 roku liczyła 3383 mieszkańców.